# ジェームズ・キノン
ジェームズ・パトリック・キノン（James Patrick Kinnon、1911年4月5日 - 1985年7月9日）は、ナルコティクス・アノニマス (NA) の創設者の一人である。人生を通して、彼は通常NAの個人としての匿名の原則のため、公共レベルではジミー・Kと呼ばれた。彼は自分のことを NA の創設者であるとは決して呼ばなかった。しかし記録を見れば彼が設立の役割を果たしたことを明確に示している。

## クルークシャンクさん
キノンが７歳のとき、「クルークシャンクさん」と呼ばれる地元のアルコホーリクと友達になった。  キノンは彼が酔っぱらって倒れているのを何度か見かけた。 ある日酷く酔っぱらって倒れて反応がないクルークシャンクさんを見つけた。キノンは助けを呼びに走った。  それから数週間クルークシャンクさんを見かけなくなってしまった。そこでキノンは母親にどうしていなくなったの？と何度も尋ねるて、友人であるクルークシャンクさんのもとへ母親に連れて行ってもらった。 二人はクルークシャンクさんが滞在している施設へ向かった。すると彼は車椅子に座ったまま拘束され支離滅裂な状態だった。その施設から帰る際に、キノンは母に「大きくなったらクルークシャンクさんのような人を助けるんだ」と話した。

## 人生の初期
キノンは1911年4月5日に、スコットランドのペイズリーで生まれた。その後彼は家族と共にスコットランドを離れて、1920年代にアメリカ合衆国へと移住した。そのとき医療的な理由から、彼は三日半の間エリス島で家族と隔離されてすごした。妹の医療的な問題がクリアされるまでの間、キノンはロシア人のある家族と友達になった。キノンの家族全員が揃ったあと、彼らはフィラデルフィアへと移動した。キノンはそのロシア人家族とはそれっきり会うことはなかった。フィラデルフィアにいる間にキノンは私立学校へと通っていて、聖職への道へ進む計画を立てていた。彼はアルコールと錠剤を使い始めていて、それは1950年にクリーンになるまで続く、彼のアディクション問題の始まりだった。司祭になるという夢を果たせることはなかった。フィラデルフィアにいる間にキノンは最初の妻となるアグネスに会っており、彼女との間に５人の子供がいた。。

## クリーンになる
キノンは1950年の2月2日に薬物とアルコールを使うことをやめた。彼はアルコホーリクス・アノニマス、12ステッププログラムへの参加を始めた。アルコホーリクス・アノニマスの中で、キノンはアルコール以外の物質に対してのアディクションで苦しんでいる他の人たちと出会った。アルコホーリクス・アノニマスはしばしば、アルコール以外のアディクションについては話さないようにメンバーたちに働きかけた。
ジミーはアルコールや錠剤その他の物質を使ったことの症状からの回復よりも、使っている時、やめている時もしていた振る舞い方や考え方を改善する必要性があると思った。それがＮＡのステップ１と１２を「アルコール」から「アディクション」と変更した理由だった。またキノンは薬物嗜癖形成と呼ばれる他のグループへも出席したが、その内容に失望させられた。

## ナルコティクス・アノニマスの始まり
1953年の夏、ジミー・キノンと他の何人かのアルコホーリクス・アノニマスのメンバーたちは、彼らがナルコティクス・アノニマスと呼んでいたミーティングを、AAから独立した形式で初めて開いた。キノン氏と他の数人のメンバーたちはアルコホーリクス・アノニマスからAAの12ステップを改変する許可をもらい、ジミーはステップ1を「アルコールに対して無力」から「アディクションに対して無力」に変えた。これがAAプログラムと対比して、フォーカスする対象に関しての重要な変更点だった。NAはどんな特性の物質を使ったかよりも、アディクションという病気からの回復に焦点を当てているからだ。キノンはより深い核心的な問題の兆候を理解していた。それはつまり、思考の仕方、強迫観念、抑えがたい衝動のことで、物質はそのことからの一時的な救済を得るために使用されるのだ。ナルコティクス・アノニマスは公式には、1953年の7月にカルフォルニア州サン・ヴァレーで設立された。それ以前に、ニューヨークで同じくナルコティクス・アノニマスと呼ばれた異なる団体が、回復しているアディクトのダニー・カールソン氏によって設立されていたが、それは12の伝統に沿ったものではなく、フェローシップというよりもよりソーシャル・サービスを行う組織に近かった。それはキノン氏がサン・ヴァリーで始めた今日残っているNAとは何の関連もなく、1960年代半ばに廃れていった。

## 文献
ナルコティクス・アノニマスの初期の文献のほとんどはジェームズ・キノンによって書かれたもので、世界中で今日開かれている62,800のミーティングで未だに使われている。彼は1960年代と1970年代を通じて使われていた、イエロー・ブックレットと小さなホワイトブックレットの主な寄稿家だった。1953年から1977年まで、ナルコティクス・アノニマスはアディクトたちにとって、NAミーティングに集まりながら、お互いを助け合い、あらゆる物質（アルコールも含む。ＮＡでは薬物になる）からクリーンになり、それを続けるための安全な避難場所だった。 1979年から1982年までに、何百人ものナルコティクス・アノニマスメンバーが文献を発展させて、ベーシックテキストを作成した。キノン氏はNAのロゴやグループのロゴ、サービスシンボルのデザインを手掛けて、ベーシックテキストのはじまりでみられる"感謝の祈り"や"収穫の成果"の 陳述文を書いた。この本は、回復中のアディクトによる、回復中のアディクトのために書かれた最初の一冊目となった。1982年に出版された。

## 死去
ジェームズ・キノンは肺がんで1985年の7月9日にカルフォルニアにて死去した。死を迎える前に彼は言った。「もし私が墓石を持てばこう書いてあるだろう。“私たちのしてきたことは全ては、いくつかの種を撒いて耕すことだった。そしてそれが実ったとき、私たちや他の人々も生きていけるようになるだろう。平和の中で、自由の中で、そして愛の中で"」 死去されたとき、35年間のクリーンだった。

## 関連文献
- My Years With Narcotics Anonymous. A History of N.A. by Bob Stone. 1997, Hulon Pendleton Publishing, L.L.C., Joplin, MO, U.S.A., ISBN 0-9654591-0-1
- Miracles Happen: The Birth of Narcotics Anonymous in Words and Pictures, Revised, 2011, Narcotics Anonymous World Services, Inc. ISBN 978-1557768810